# Nicolas Froment

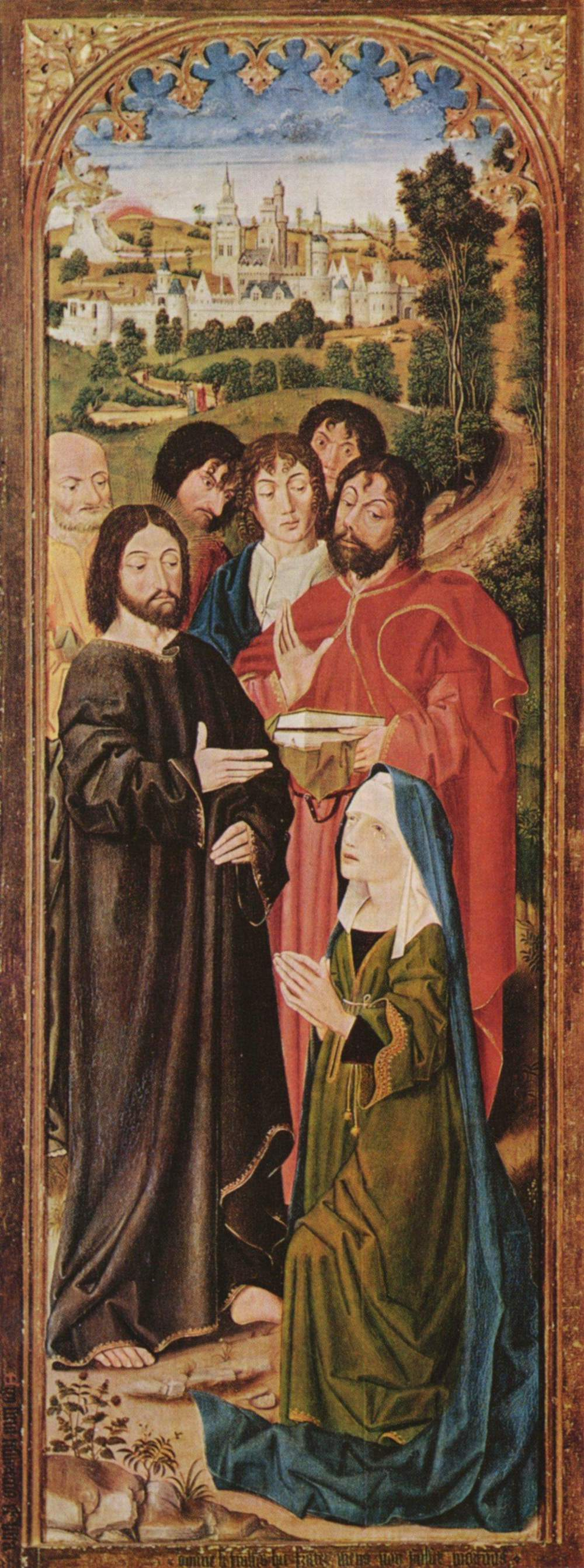
Christus und die Hl. Martha, Detail aus der Auferweckung des Lazarus (1461)

Nicolas Froment (* um 1435 in Uzès?; † um 1484/1485 in Avignon?) war ein französischer Maler. Er gehörte zur sogenannten Zweiten Schule von Avignon.

## Leben
Über das Leben Nicolas Froments ist kaum etwas bekannt; auch sein Geburtsort ist umstritten, denn da sein Werk die Kenntnis der altniederländischen Malerei (z. B. Dierick Bouts) verrät, werden seine Jugendjahre und seine künstlerische Ausbildung eher in der Picardie vermutet. Im Anschluss soll er eine Reise eine Reise nach Oberitalien unternommen haben – hier soll um 1461 der heute in den Uffizien aufbewahrte Lazarus-Altar entstanden sein. Danach muss er in die Provence gekommen sein, denn um 1465 ist er in Uzès nachgewiesen; aus späteren Dokumenten ist zu entnehmen, dass er dort mehrere Häuser besaß. Ein Werkvertrag ist erhalten, in welchem er sich am 12. Februar 1470 in Aix verpflichtete, für die Witwe Cathérine Spifami ein Altarbild zu malen; auf der Mitteltafel sollte der Tod Mariä, auf den Seitentafeln die Heiligen Maria Magdalena und Katharina dargestellt werden.

## Werk
Nur ein einziges der Werke Nicolas Froments ist signiert und datiert (Die Auferweckung des Lazarus, 1461), aber die kunsthistorische Forschung hat dem Maler eine Anzahl von Werken zugeschrieben, die zu seiner Zeit entstanden sind; keine dieser Zuschreibungen kann jedoch als gesichert angesehen werden. In den 1470er Jahren könnte er für René I., den in der Provence äußerst beliebten „Guten König René“, gearbeitet haben; aus den Jahren 1474/5 stammt das Matheron-Diptychon, welches René zusammen mit seiner zweiten Frau Jeanne de Laval zeigt. Sein berühmtestes Werk ist möglicherweise das Triptychon vom Brennenden Dornbusch in der Kathedrale von Aix-en-Provence, welches sich ursprünglich in der Grabkapelle des Königs im Karmeliter-Kloster von Aix befand. Eine interessante späte Arbeit des Künstlers könnte der um das Jahr 1480 datierte Pérussis-Altar (heute im Metropolitan Museum in New York) sein – er beinhaltet u. a. die erste Darstellung des Pont Saint-Bénézet, der mittelalterlichen Brücke von Avignon.

Werkauswahl
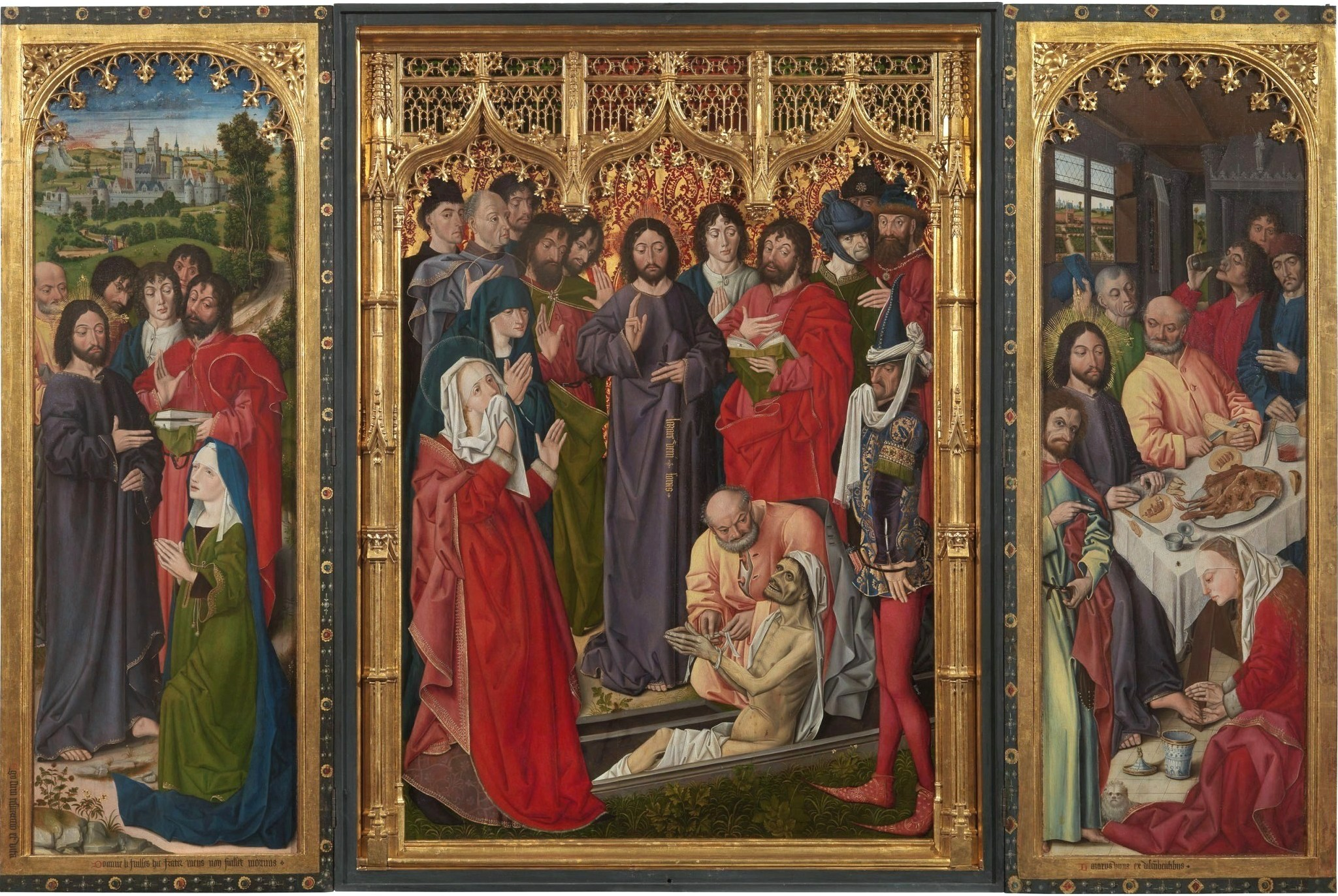
Auferweckung des Lazarus (1461)
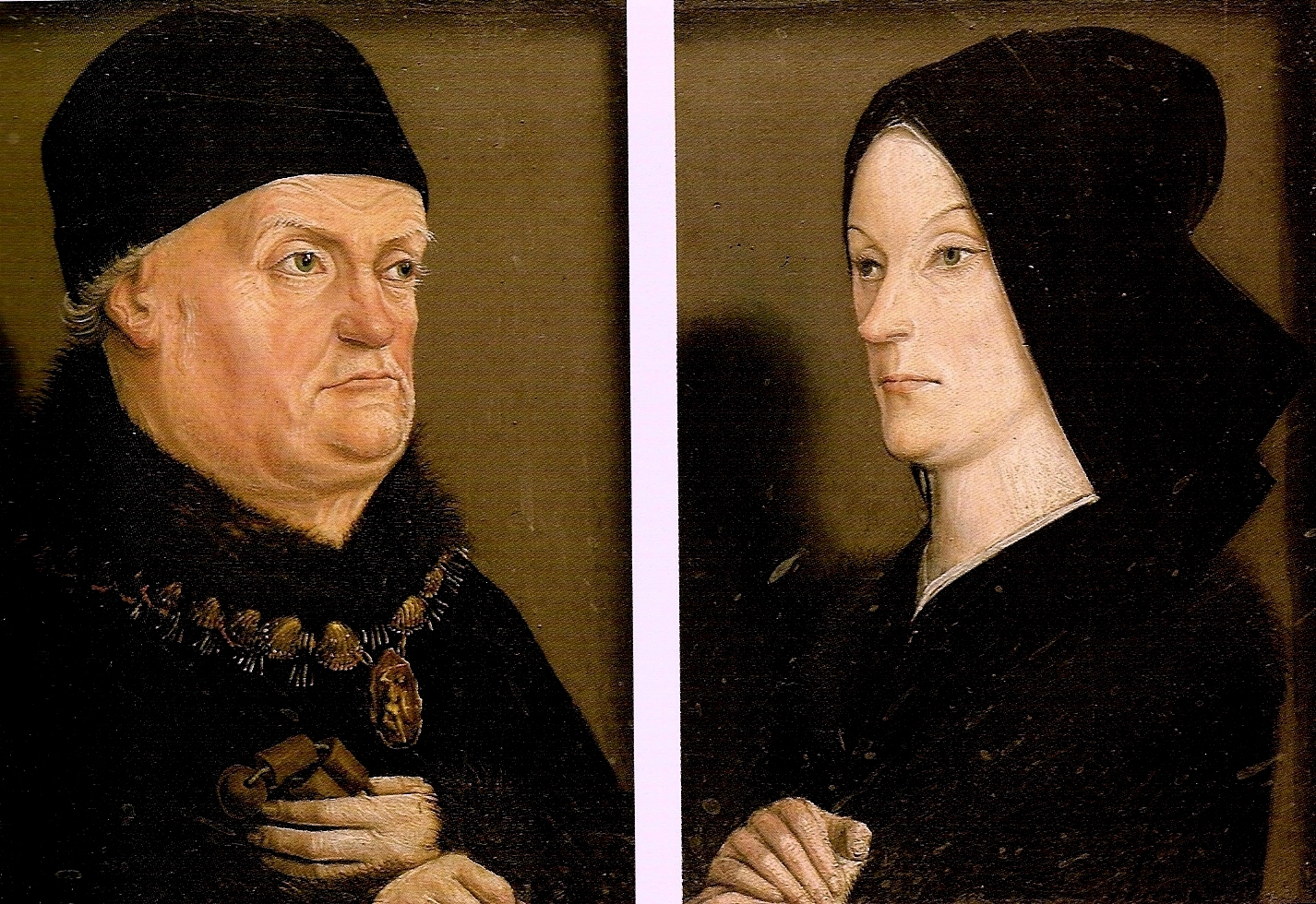
Matheron-Diptychon mit König René I. und seiner Frau Jeanne de Laval (um 1475)
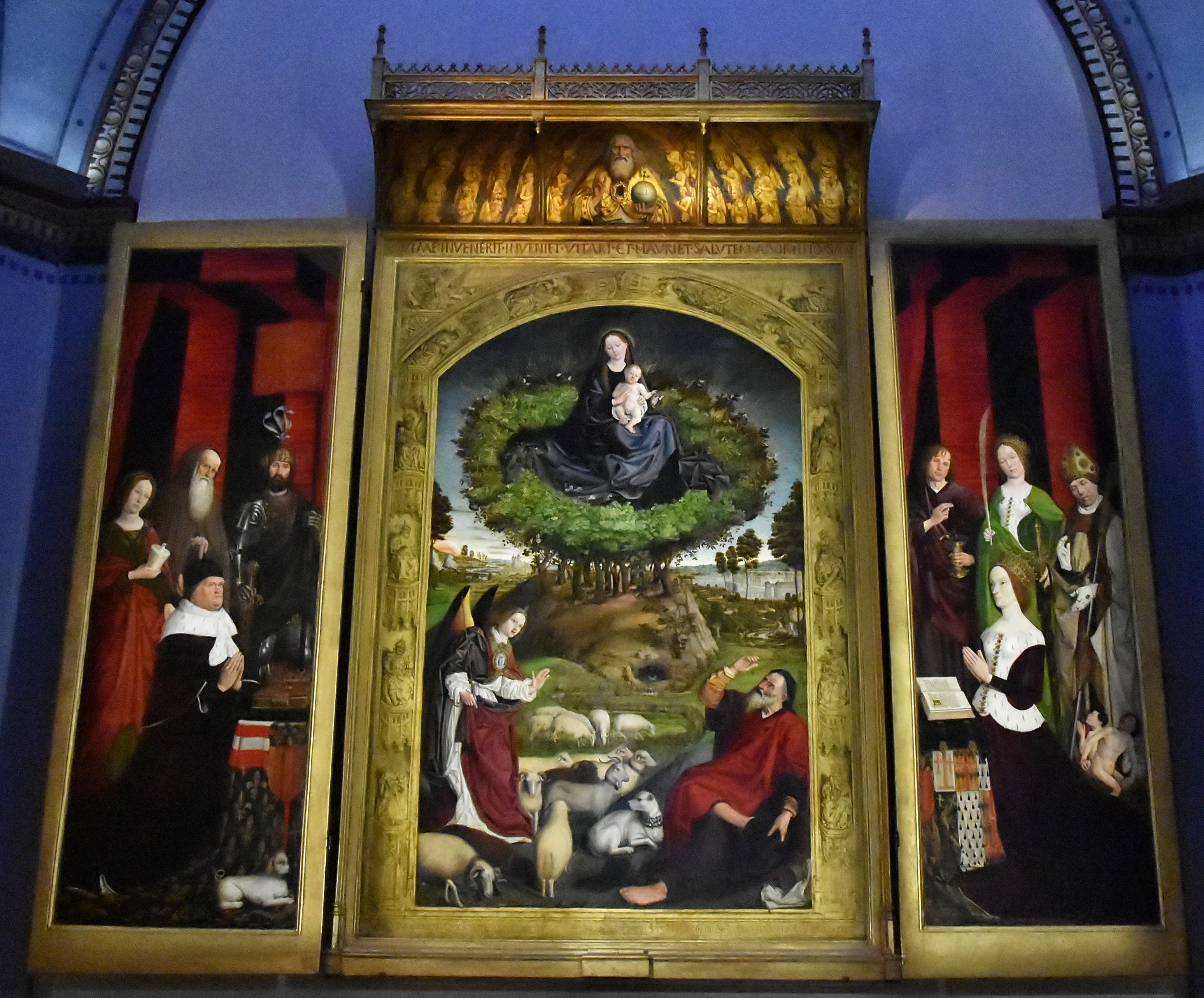
Triptychon vom brennenden Dornbusch (um 1475)
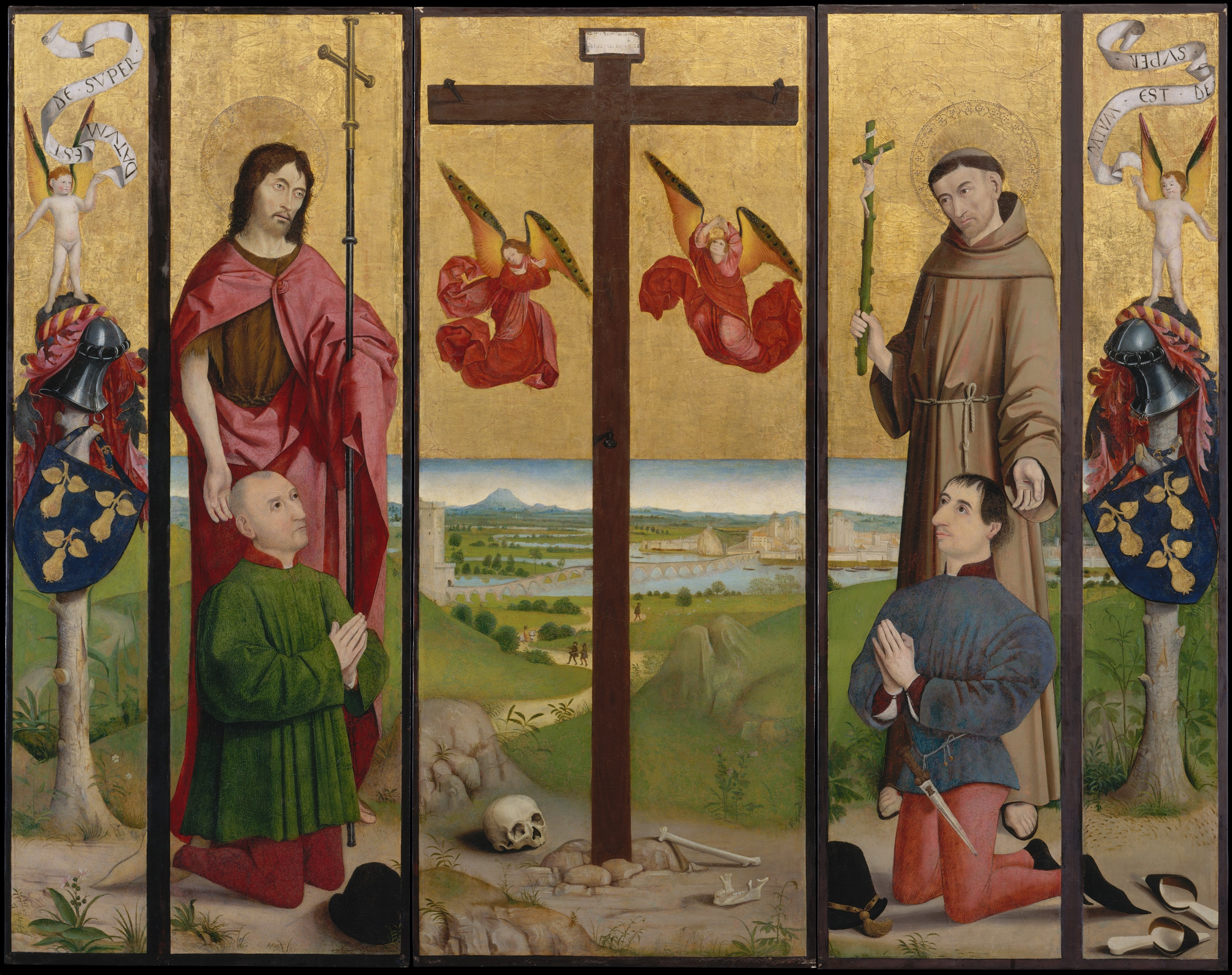
Pérussis-Altar mit Pont d’Avignon (um 1480)